# 等价矩阵
在线性代数和矩阵论中，两个矩阵之间的等价是一种矩阵之间的等价关系。假设有两个{\displaystyle m\times n} 的矩阵，记作A和B。它们之间等价当且仅当存在两个可逆的方块矩阵：{\displaystyle n\times n} 的矩阵P以及{\displaystyle m\times m} 的矩阵Q，使得
这时称两个矩阵A和B是等价矩阵。矩阵之间的等价和矩阵的相似关系有所不同。如果两个矩阵A和B相似，那么它们一定是等价矩阵，因为按照矩阵相似的定义，可以找到一个可逆矩阵P，使得
由于其中的P-1也是可逆的矩阵，所以A和B相似必然推出它们等价。但是，等价的矩阵不一定是相似的。首先相似的两个矩阵必须是大小相同的两个方块矩阵，而等价矩阵则没有这个要求。其次，即使两个等价矩阵都是同样大小的方阵，{\displaystyle \mathbf {A} =\mathbf {PBQ} } 中用到的Q也不一定是P的逆矩阵。

## 性质
等价矩阵是矩阵集合{\displaystyle {\mathcal {M}}_{m,n}(\mathbf {R} )}中的一种等价关系。
两个矩阵等价当且仅当：
- 其中一者能够经过若干次初等行或列变换变成另一者。
- 它们有相同的秩。